# My Love Is Your Love
My Love Is Your Love (Mi amor es tu amor) es el 4.º álbum de estudio de la cantante Whitney Houston, publicado el 17 de noviembre de 1998.
El álbum fue certificado 4 veces platino por la RIAA, debutó en el puesto #13 del Billboard Top 200 chart y vendió más de 10 millones de copias.[cita requerida]

## Posicionamiento de los sencillos en listas
| Año                                    | Sencillo                       | Posición más alta | Posición más alta | Posición más alta | Posición más alta | Posición más alta | Posición más alta | Posición más alta | Posición más alta | Posición más alta | Posición más alta | Posición más alta | Posición más alta | Posición más alta | Posición más alta | Posición más alta | Posición más alta | Posición más alta | Posición más alta | Posición más alta | Posición más alta |
| Año                                    | Sencillo                       | US                | US                | US                | US                | CAN               | UK                | AUS               | AUT               | BEL               | BEL               | ESP               | FIN               | FRA               | GER               | IRL               | NED               | NOR               | NZ                | SWE               | SWI               |
| Año                                    | Sencillo                       | Hot 100           | R&B               | AC                | Dance             | CAN               | UK                | AUS               | AUT               | FL                | WA                | ESP               | FIN               | FRA               | GER               | IRL               | NED               | NOR               | NZ                | SWE               | SWI               |
| -------------------------------------- | ------------------------------ | ----------------- | ----------------- | ----------------- | ----------------- | ----------------- | ----------------- | ----------------- | ----------------- | ----------------- | ----------------- | ----------------- | ----------------- | ----------------- | ----------------- | ----------------- | ----------------- | ----------------- | ----------------- | ----------------- | ----------------- |
| 1998                                   | "When You Believe"             | 15                | 33                | 3                 | ―                 | 26                | 4                 | 13                | 6                 | 5                 | 4                 | 2                 | 10                | 5                 | 8                 | 7                 | 4                 | 2                 | 8                 | 2                 | 2                 |
| 1999                                   | "Heartbreak Hotel"             | 2                 | 1                 | ―                 | 1                 | 12                | 25                | 17                | ―                 | ―                 | ―                 | ―                 | ―                 | 7                 | 61                | ―                 | 41                | ―                 | 33[A]             | ―                 | 77                |
| 1999                                   | "It's Not Right But It's Okay" | 4                 | 7                 | ―                 | 1                 | 3                 | 3                 | 88                | 20                | 40                | ―                 | 1                 | ―                 | 21                | 14                | 21                | 12                | ―                 | 33[A]             | 12                | 18                |
| 1999                                   | "My Love Is Your Love"         | 4                 | 2                 | ―                 | 1                 | 10                | 2                 | 27                | 2                 | 3                 | 9                 | ―                 | 12                | 10                | 2                 | 2                 | 2                 | 4                 | 1                 | 2                 | 2                 |
| 1999                                   | "I Learned from the Best"      | 27                | 13                | 20                | 1                 | ―                 | 19                | ―                 | ―                 | ―                 | ―                 | 8                 | 6                 | 44                | 48                | 18                | 34                | ―                 | ―                 | 23                | 28                |
| "—" significa que no entró en la lista |                                |                   |                   |                   |                   |                   |                   |                   |                   |                   |                   |                   |                   |                   |                   |                   |                   |                   |                   |                   |                   |

Nota: A^ En Nueva Zelanda, "Heartbreak Hotel" fue lanzada como un sencillo de doble cara con "It's Not Right But It's Okay" en abril de 1999.

## Lista de canciones
1. "It's Not Right But It's Okay" – 4:51
2. "Heartbreak Hotel" – 4:41
  - a dúo con Faith Evans y Kelly Price
3. "My Love Is Your Love" – 4:20
4. "When You Believe" – 4:31
  - a dúo con Mariah Carey
5. "If I Told You That" – 4:37
6. "In My Business" – 3:26
  - a dúo con Missy Elliott
7. "I Learned from the Best" – 4:19
8. "Oh Yes" – 6:46
9. "Get It Back" – 4:53
10. "Until You Come Back" – 4:51
11. "I Bow Out" – 4:30
12. "You'll Never Stand Alone" – 4:21
13. "I Was Made To Love Him" – 4:29

## Posiciones

### Listas semanales
| Asia              |                                  |    |
| Japón             | Oricon                           | 12 |
| América           |                                  |    |
| Canadá            | Canadian Albums Chart            | 13 |
| Estados Unidos    | Billboard 200                    | 13 |
| Estados Unidos    | Billboard Top R&B/Hip-Hop Albums | 7  |
| Europa            |                                  |    |
| Alemania          | Media Control Charts             | 2  |
| Austria           | Ö3 Austria Top 40                | 1  |
| Bélgica (Flandes) | Ultratop                         | 2  |
| Bélgica (Valonia) | Ultratop                         | 3  |
| Dinamarca         | Danish Albums Chart              | 3  |
| Finlandia         | Suomen virallinen lista          | 5  |
| Francia           | Álbum Top 100                    | 2  |
| Holanda           | MegaCharts                       | 1  |
| Italia            | Álbum Top 20                     | 8  |
| Reino Unido       | Albums Chart                     | 4  |
| Suecia            | Sverigetopplistan                | 7  |
| Suiza             | Swiss Music Charts               | 1  |
| Oceania           |                                  |    |
| Australia         | ARIA Charts                      | 42 |
| Nueva Zelanda     | Álbum Top 40                     | 12 |
| 2012              |                                  |    |
| América           |                                  |    |
| Estados Unidos    | Billboard 200                    | 30 |
| Estados Unidos    | Billboard Top Pop Catalog Albums | 6  |

### Lista de fin de año
| 1998              |                      |     |
| Europa            |                      |     |
| Francia           | Álbum Top 100        | 74  |
| 1999              |                      |     |
| América           |                      |     |
| Estados Unidos    | Billboard 200        | 30  |
| Estados Unidos    | R&B/Hip-Hop Albums   | 12  |
| Europa            |                      |     |
| Alemania          | Media Control Charts | 3   |
| Austria           | Ö3 Austria Top 40    | 2   |
| Bélgica (Flandes) | Ultratop             | 11  |
| Bélgica (Valonia) | Ultratop             | 23  |
| Francia           | Álbum Top 100        | 12  |
| Holanda           | MegaCharts           | 15  |
| Reino Unido       | Albums Chart         | 18  |
| Suecia            | Sverigetopplistan    | 7   |
| Suiza             | Swiss Music Charts   | 1   |
| 2000              |                      |     |
| América           |                      |     |
| Estados Unidos    | Billboard 200        | 184 |

## Certificaciòn y ventas
| Región            | Proveedor    | Certificación | Ventas                 |
| ----------------- | ------------ | ------------- | ---------------------- |
| Australia         | ARIA         | Oro           | 35,000+                |
| Austria           | IFPI         | Platino       | 50,000+                |
| Bélgica(Valencia) | IFPI (BEA)   | Platino       | 50,000+                |
| Bélgica(Valonia)  | IFPI (BEA)   | Platino       | 50,000+                |
| Canadá            | CRIA         | 2× Platino    | 200,000+               |
| Europa            | IFPI         | 4× Platino    | 4,000,000+             |
| Finlandia         | IFPI         | Oro           | 24,548+                |
| Francia           | SNEP         | 2× Platino    | 700,000+               |
| Japón             | RIAJ         | Platino       | 200,000                |
| Países Bajos      | NVPI         | Platino       | 100,000+               |
| Polonia           |              | Platino       | 100,000+               |
| Suecia            | IFPI         | 2× Platino    | 160,000+               |
| Suiza             | IFPI         | 3× Platino    | 150,000+               |
| Reino Unido       | BPI          | 3× Platino    | 900,000+               |
| Estados Unidos    | RIAA         | 4× Platino    | 2,753,000+/ 4,000,000+ |
| Mundialmente      | Mundialmente | Mundialmente  | 13,000,000+            |